# 南華礁

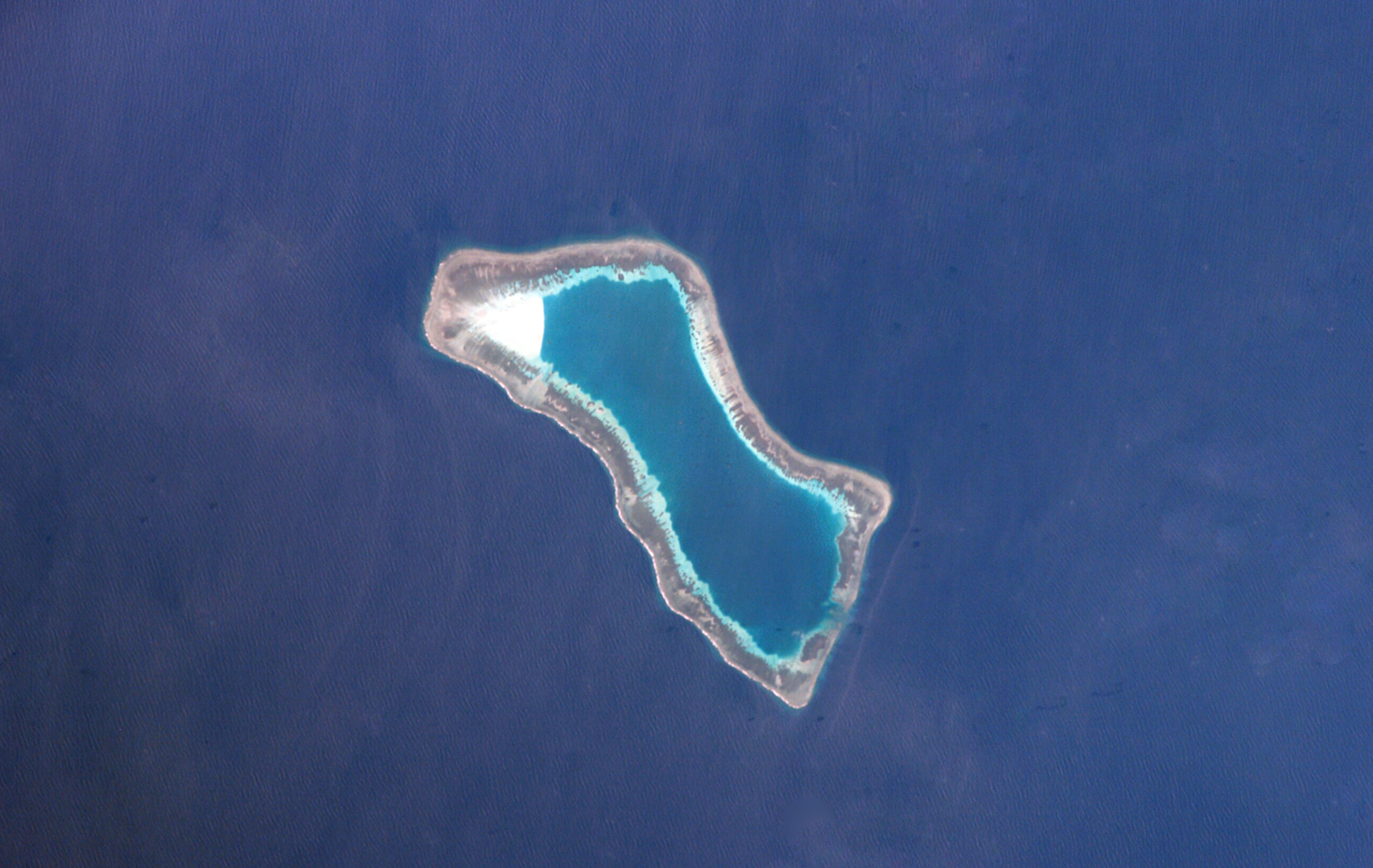
コーンウォリスサウス礁

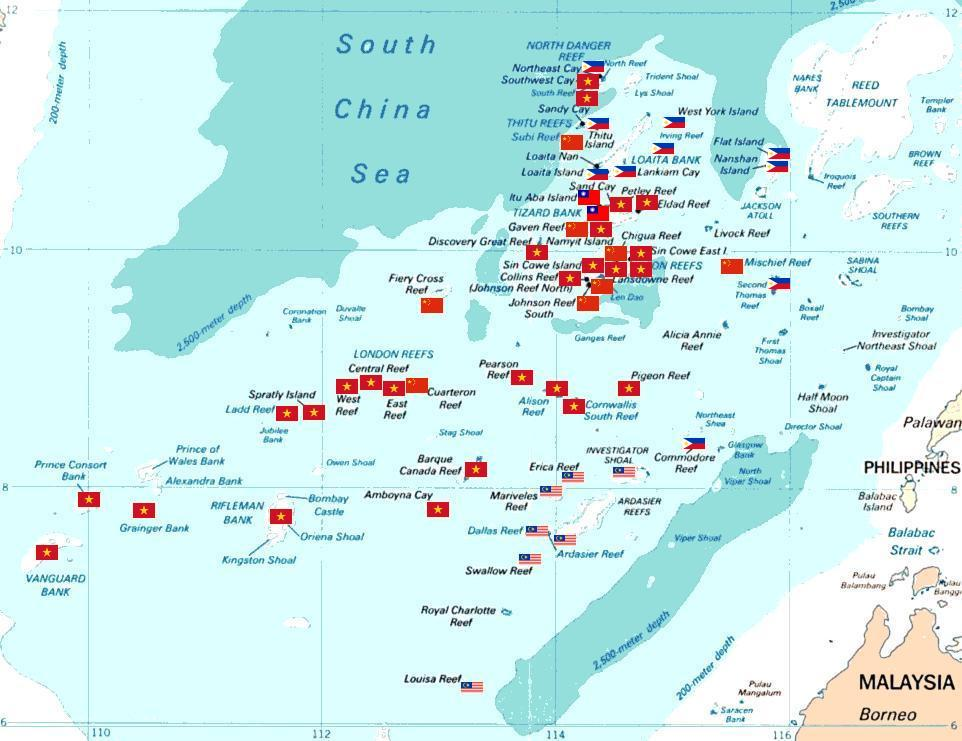
南沙諸島の実効支配状況

南華礁またはコーンウォリスサウス礁（英語: Cornwallis South Reef、ベトナム語：Đá Núi Le / 𥒥𡶀離、中国語: 南華礁）は、南沙諸島のロンドン群礁（英語: London Reefs、中国語: 尹庆群礁）東部に位置する環礁である。ベトナム名は「ダ・ヌイ・レイ」。

## 地理
ピジョン礁（中国語: 無乜礁）から西に21海里離れている。
環礁の南部に水道があるが、幅370m、深さ9mと狭いため、20トン以下の船舶しか航行できない。

## 領有
1988年からベトナムがこの礁を実効支配しているが、中華人民共和国及び中華民国（台湾）も主権を主張している。